# Escuela Oficial de Periodismo
La Escuela Oficial de Periodismo fue un centro de estudios oficiales de periodismo, así como la propia institución académica con ámbito de actuación en toda España, creada en 1941 al amparo del régimen franquista. La Escuela Oficial de Periodismo estuvo adscrita primero a la delegación de prensa de la Vicesecretaría de Educación Popular de FET y JONS y, después, a la Delegación Nacional de Prensa y Propaganda. Continuó existiendo hasta el final de la Dictadura franquista.
La creación de la Escuela Oficial de Periodismo en 1941 culminó el proceso de depuración y de control de los periodistas que se había iniciado en plena guerra al crearse en diciembre de 1937 un tribunal de admisión en la Asociación de la Prensa, presidido por Luis Martínez de Galinsoga. El 2 de abril de 1939, al día siguiente del final oficial de la guerra, se creó el Registro Oficial de Periodistas, que estuvo vigente hasta 1966. Había que estar inscrito en ese registro para poder ejercer la profesión, pero a cerca de la mitad de los que lo solicitaron ―1.800 de 4.000― les fue denegada por lo que no pudieron trabajar de forma estable en ningún periódico ni en ninguna emisora de radio. En 1940 se organizaron unos cursillos obligatorios para todos los que quisieran ser periodistas que dieron paso a la creación al año siguiente de la Escuela Oficial de Periodismo, dependiente de la Vicesecretaría de Educación Popular, sin cuyo título no se podía ejercer la profesión periodística.

## Antecedentes
Los estudios de periodismo como tales no existían en España antes de 1941. No obstante, ya en el siglo XIX no fueron extraños los cursos de periodismo impartidos en algunos centros universitarios, cursos que, por otro lado, tenían un carácter oficioso y estaban siempre vinculados a los estudios de Letras. Así se encuentran antecedentes en la Universidad de Salamanca, con Fernando Ricardo Araujo Gómez, y en la Universidad de Santiago de Compostela. En El Debate, diario de la Asociación Católica Nacional de Propagandistas, se creó una escuela de periodismo antes de la Guerra Civil que dirigió Angel Herrera Oria.

## Historia

### Creación y primeros años
Durante la Guerra Civil, el bando franquista resolvió aprobar una provisional Ley de prensa —Ley de 22 de abril de 1938, cuya vigencia se prolongó hasta 1966— en la que se establecieron las bases para el control de la información y de quienes ejercían el periodismo. Así se impuso la censura previa, la formación futura que debían tener los periodistas en una escuela al efecto y un registro de los mismos, requisitos sin los cuales no se podía ejercer el periodismo.
Al finalizar el conflicto, los vencedores establecieron una serie de cursos especializados para periodistas, que comenzaron a impartirse en 1940 bajo la dirección de Vicente Gállego y la tutela y supervisión del Ministerio de la Gobernación. La Escuela Oficial de Periodismo se constituyó al año siguiente, mediante Orden Ministerial de 17 de noviembre de 1941, publicada en el Boletín Oficial del Estado del 19 del mismo mes y año. La orden fue dictada por un organismo vinculado a Falange Española Tradicionalista y de las JONS, la Vicesecretaría de Educación Popular, cuya estructura dentro del partido único no le impedía tener reconocida la facultad de que sus resoluciones tuvieran el rango de Orden Ministerial. La Escuela dependía directamente de la Delegación Nacional de Prensa de la Vicesecretaría. La inciciativa en la creación de la Escuela se debió al periodista Juan Aparicio, que ostentaba el cargo de Delegado Nacional de Prensa.
La institución nació con una única sede en la capital de España, ubicada en un principio en la calle Ayala, para pasar poco después a la calle Zurbano. Las clases empezaron oficialmente el 2 de enero de 1942 con una programación académica de tres cursos. Un primer intento del Ministerio de Educación, con Ibáñez Martín como ministro, de enlazar estos estudios con los universitarios resultó fallido. En 1952 se abrió una subsede de la Escuela en Barcelona, que solo fue reconocida como sede propia en 1968, año en el que inició las clases bajo la dirección de Julio Manegat. La Escuela pasó a depender del Ministerio de Educación Nacional en 1943 y, después, del Ministerio de Información y Turismo. En la década de 1960, el entonces director Bartolomé Mostaza sugirió de nuevo que los estudios tuvieran carácter universitario. La reorganización educativa del año siguiente tendría en cuenta la propuesta, se modificó el Plan de Estudios y por medio de una orden del Ministerio de Información y Turismo de 20 de abril de 1967, se ampliaron a cuatro los cursos y los estudios de periodismo se consideraron «título de carrera superior». En 1969 fue nombrado director Emilio Romero Gómez, junto con Luis María Ansón como subdirector, quien se convirtió en uno de los impulsores de la creación de la Facultad de Ciencias de la Información.

### Profesores
Dentro de una larga relación, figuran como profesores Carmen Llorca, Pedro de Lorenzo, Bartolomé Mostaza, Ernesto Giménez Caballero, Pedro Gómez Aparicio, Emiliano Aguado, Enrique de Aguinaga, Vintilă Horia, Patricio González de Canales, Aquilino Morcillo, Victoriano Fernández Asís, José Luis Sampedro, Luis Arranz, Rafael Fernández Chillón, Luis Fernando Bandín, Epifanio Tierno y Mario Rodríguez Aragón.

### Fin de la Escuela de Periodismo
En 1970 se aprobó la Ley General de Educación que consideraba universitarios los estudios de periodismo y, en 1975, la Escuela Oficial de Periodismo y los centros autorizados cerraron en beneficio de las Facultades de Ciencias de la Información que se fueron creando en diversas universidades públicas y privadas, la primera de ellas, la de la Universidad Complutense de Madrid. La Escuela de Periodismo de la Iglesia solo volvió a la actividad en septiembre de 1988, en el seno de la Universidad Pontificia de Salamanca.

## Otros centros autorizados
Durante el franquismo se permitieron otros dos centros de enseñanza del periodismo, aunque en ambos casos los alumnos de los mismos necesitaban acreditar sus conocimientos con un examen de convalidación realizado por la Escuela Oficial de Periodismo. Estos centros fueron el Instituto de Periodismo de Navarra promovido por Josemaría Escrivá de Balaguer, autorizado en 1958 y vinculado al Estudio General de Navarra del Opus Dei, y la Escuela de Periodismo de la Iglesia, creada en 1960 por decreto de la Jefatura del Estado y al amparo del Concordato con la Santa Sede de 1953, quedando al frente de la misma el cardenal Ángel Herrera Oria, al que seguiría Ramón Cunill Puig.